# Dip

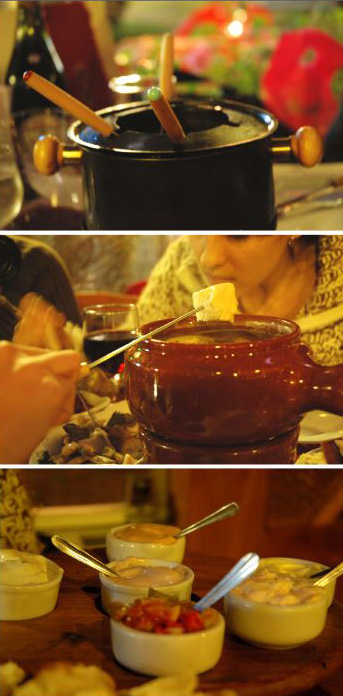
Różne rodzaje dipów

Dip (z ang. to dip „zamaczać”) – gęsty sos zimny, którego podstawą jest śmietana, twaróg, jogurt, majonez. Swój wyrazisty smak zawdzięcza dodatkom: aromatycznym ziołom, marynatom, owocom, przyprawom.